# Samurai Pizza Cats
Samurai Pizza Cats, в Японии известный как Kyattō Ninden Teyandē (яп. キャッ党忍伝てやんでえ Кятто̄ Ниндэн Тэяндэ̄) — аниме-сериал, созданный в 1990 году Tatsunoko Productions и Sotsu Agency.
Аниме было представлено западной публике в 1991 году компанией Saban. Главные герои сериала — три антропоморфные кошки, защищающие город Малый Токио от преступности, в то же время зарабатывая на жизнь работой в пиццерии. Сериал сочетает в себе боевик и комедию, и обладает заметной тенденцией шуток над самим сериалом и не только. Часто в ходе сериала используется приём разрушения четвёртой стены, когда персонажи обращаются напрямую к зрителю и/или рассказчику. В России аниме транслировалось под названием «Коты-Самураи», премьера мультсериала состоялась с 1 сентября по 14 ноября 2003 года по будням и с 20 марта по 29 августа 2004 года по выходным, субботам и воскресеньям в блоке «Fox Kids» на канале REN-TV. По мотивам аниме-сериала на NES была выпущена одноимённая игра под названием Ninja Cat.

## Сюжет
Действие сериала происходит в городе Малый Токио (в оригинальной японской версии — Эдорополис), который совмещающет в себе черты традиционного городка Периода Эдо и футуристичного мегаполиса. Город населён анималоидами — кибернетическими антропоморфными животными. Анималоиды по сути являются киборгами, но натурально урождёнными, а не произошедшими в результате модификации органических существ. Несмотря на своё частично механическое устройство, анималоиды функционируют идентично живым организмам.
Официально, правителем Малого Токио является Император Фред. Но после того, как были удалены его зубы мудрости, он сошёл с ума. Поэтому Малый Токио в действительности управляется дочерью Императора — избалованной Принцессой Ви, а также консулом. Позади консула находится премьер-министр Сеймур Сыр по прозвищу «Сырная Голова», который постоянно пытается свергнуть Принцессу и консула, таким образом став Императором Малого Токио.
Только командир Дворцовой Охраны — Аль Денте — знает о тайных коварных планах Сырной Головы. Однако из-за недостатка доказательств его единственный выбор — предотвращать исполнение планов Сеймура. Для этого он нанимает троих юных котов-воинов, Samurai Pizza Cats. Каждый из них обладает своими навыками и оружием, которые помогают им защитить граждан Малого Токио, как правило от гигантских роботов Сеймура Сыра.

## Персонажи

### Samurai Pizza Cats
В Японской версии герои известны как Himitsu Ninja Tai Nyanki («Секретная Команда Ниндзя Нянки»).
- Спиди Сервиче (Speedy Cerviche / Яттаро ヤッ太郎): лидер Samurai Pizza Cats. Как подсказывает его имя, Спиди может быстро передвигаться, что полезно как при доставке пиццы, так и при борьбе с преступностью. Он обладает волшебным мечом Гинзу, с помощью которого почти в каждом эпизоде выполняет спец-атаку, Режущий Удар Кошачьего Глаза. Спиди очень самоуверен и любит позировать перед камерой после каждой победы. Он часто шутит, не брезгует сарказмом и весьма быстро выходит из себя по разным причинам, но остаётся очень предан своей работе. У него зелёные глаза и белая броня. Встречается с Полли.
- Полли Эстер (Polly Esther / Пурурун プルルン): единственная девушка в команде. Несмотря на лидерство Спиди, Полли достаётся добрая доля руководства над своими коллегами. У неё вспыльчивый темперамент и независимый характер. Полли сражается со злом силой любви: в начале битвы она играет на флейте, в бою может выстреливать снаряды в форме сердечек и использовать чары, чтобы перемещать противников в диапазон ближнего боя, где она может использовать свои острые когти. У неё голубые глаза и красно-розовая броня. В то время, как Гуидо и Спиди никогда не снимают большую часть брони даже на работе (пародия на Супермена, который скрывает личность только с помощью очков), Полли снимала броню в двух случаях, в эти моменты она была изображена с короткими красными волосами и ободом, на котором расположены уши. Встречается со Спиди.
- Гуидо Анчови (Guido Anchovy / Сукаси: スカシー): местный крутой парень в команде. Высокий, с тёмным мехом и гладкой речью, его часто можно заметить в погоне за девушками, хотя на самом деле ему не так уж и везёт в этом деле. Единственный, на кого он смог произвести хорошее впечатление — злодей Сеймур Сыр. Оружие Гуидо — Самурайский Солнечный Зонт, который может стрелять огненными кольцами, лучом жара, а также гипнотизировать врагов, будучи раскрученным. Также служит дубиной в закрытом состоянии и щитом — в открытом. Ручка зонта также является ножнами для меча. Фамилия Anchovy переводится с английского языка как «анчоус», а Гуидо — настоящее итальянское имя.

### Другие положительные персонажи
- Рассказчик: кроме функции повествования также общается из-за кадра с персонажами. Как и Спиди, он часто делает остроумные и саркастические комментарии, многие из которых являются насмешками над дырами в сюжете и клише, а в одном из американских эпизодов он и вовсе читает не тот сценарий. Рассказчик ни разу не был показан в английской версии лично, но два раза появился в японской. Один раз он выглядел как кот-анималоид в маске, другой — как человек-мультяшка с лицом самого актера озвучания.
- Франсин (Francine / Отама おタマ): владелица ресторана Pizza Cat. Она не участвует в миссиях непосредственно, но играет жизненно важную роль. Если где-то нужны Samurai Pizza Cats, для доставки пиццы или борьбы со злом, она запускает героев в небо из пушки (что является пародией на фильм «Кибер-Ниндзя») на крыше здания. Как хозяйка ресторана, она занимается финансами и связями, а в английской версии говорит стихами.
- Спасательная Команда (Отасукэ Ниндзя). Когда у Pizza Cats серьёзные проблемы, они звенят колокольчиками на ошейниках, таким образом передавая сигнал тревоги Франсин, чтобы она вызвала одного из членов Спасательной Команды, который, по иронии, в одиночку обычно справляется с тем, с чем не могут справиться трое главных героев. В Спасательной Команде четыре кота, каждый из которых обладает способностями, основанными на четырёх классических элементах:
  - Генерал Каттон (General Catton / Рикиносин リキノシン): имеет пару огнеметательных пушек на спине. Он лидер Спасательной Команды и обычно говорит с помощью клише («Я ещё не начал сражаться! Вы ещё ничего не видели!»).
  - Бэт Кэт (Bat Cat / Миэтору ミエトル): летает с помощью пропеллера и крыльев, напоминающих крылья летучей мыши.
  - Мяузма О' Тул (Meowzma O' Tool / Готтон ゴットン): имеет дрели на перчатках, шлем и хвост, который позволяет ему бурить землю.
  - Кот Шпритц (Spritz T. Cat / Нэкки: ネッキー): в отличие от большинства котов, Шпритц любит воду и использует водомёты с высоким давлением.

Спасательная Команда демонстрирует некоторые способности, свойственные персонажам сэнтай: персонажи могут объединять силы, соединяя свои свои рюкзаки в непохожие оружия. Шпритц и Генерал создают нечто похожее на кислотный пулемёт, а Бэт Кэт и Мяузма создают так называемый «ротор разбивания поющих роботов», который стреляет наэлектризованным вихрем. В конечном счёте все четверо соединяют своё оборудование в «Супер-Дупер-Чудо-Оружие» — большую энергетическую пушку, поддерживаемую всей командой для выстрела, практически равного мечу Гинзу по силе.
- Люсилль (Lucille / Омицу おミツ , Омиттян おみっちゃん): овечка и хозяйка чайного дома. К Люсилль привязаны как Спиди, так и Гуидо и она является главной причиной конфликтов между ними в ходе сериала. От переизбытка эмоций Люсилль выпускает большое количество самонаводящихся ракет из плеч и головы. В одном из эпизодов она вместе с Полли пела в группе «Pointless Sisters» (в KNT — «Lovely Mipple»). «Pointless Sisters» — это отсылка к Pointer Sisters, а слово Mipple из оригинального японского названия происходит от сложения частей имён Omitsu и Pururun. У Люсилль есть старший брат Валли, который работает поваром и профессионально готовит суши. Оригинальное имя Омитсу, вероятно, позаимствовано у Омицу из Ganbare Goemon, на которую она похожа занятием и отношением к главным героям.
- Большой Аль Денте (Big Al Dente / Инуяма Ванко-но-Ками 犬山ワンコー守): пёс, командир дворцовой охраны. Также он начальник Samurai Pizza Cats и назначает им миссии. В реальности, «аль денте» — способ приготовления пасты.
- Император Фред (Emperor Fred / Токугава Иэ Иэ 徳川イエッイエッ): панда, официальный правитель Малого Токио. Но ввиду своей невменяемости никакой реальной власти не имеет. Представляет себя певцом-скатсингером. Когда не поёт, может выговаривать своё имя (однако как минимум в четырёх эпизодах говорил членораздельно). Женат, хотя его жена появляется только один раз за сериал, возвращаясь из путешествия по миру.
- Принцесса Ви (Princess Vi / Токугава Усако 徳川ウサコ) (полное имя — Виолетта): крольчиха, дочь Императора Фреда и неофициальный правитель Малого Токио. Она избалованная и вспыльчивая и имеет привычку ссылать всех, кто ей не угодил, на Остров Заключённых (который на самом деле является тропическим раем). Позже, когда Остров Заключённых переполняется, она ссылает провинившихся на Дополнительный Остров. Принцесса Ви предана своей пропавшей матери, и у них очень необычная семейная динамика — они пытаются друг друга побить, как только снова воссоединяются.
- Гуру Лу (Guru Lou / Нэкомата Рэйкайносукэ 猫股霊界之介, Дайсэнсэй 大先生): старый кот, живёт один в горах за пределами Малого Токио. Когда у Samurai Pizza Cats большие неприятности, они обращаются к нему, несмотря на то, что он неохотно даёт им советы. По своей неосторожности, помог Samurai Pizza Cats раскрыть силу Верховного Кототоника, к которому они взывают в битве, оборудуя себя собственным гигантским роботом и дополнительной бронёй, позволяющей им летать.
- Мама Матт и Сынок (Ицумоно Оя и Ицумоно Ко 伊津茂乃母, 伊津茂乃子): маленькая, но постоянная часть шоу — эта собачья семейка каждый раз появляется при запуске Pizza Cats, чтобы сделать какой-нибудь глупый комментарий.
- The New York Pizza Cats. Не только Малый Токио охраняют коты-самураи. В эпизоде 38 «Миссия в Манхэттэне» SPC отправляются в Нью-Йорк и встречают своих американских коллег:
  - Санденс Кид (Майкл).
  - Диди (Мадонна).
  - Космо (Принц).

### Злодеи
- Сеймур Сыр (Seymour Cheese / Кицунэдзука Ко’он-но-Ками 狐塚コーン守): премьер-министр Малого Токио; часто к нему обращаются по кличке Большой Сыр (в официальном русском переводе — Сырная Голова). В японской версии (KNT) он лис, а в англоязычной (SPC) — крыса. Большой Сыр — архи-враг Samurai Pizza Cats и Малого Токио в целом. У него есть плохая привычка — буквально взрываться от злости и разочарования, что и случается в конце каждого эпизода. Сеймур склонен к гомосексуализму, часто бывает замечен в трансвестизме и часто ведёт себя крайне эмоционально. Влюблённый в Джерри, к большому разочарованию последнего.
- Джерри Атрик (Jerry Atric / Карасу Гэннарисай カラス幻ナリ斉): старая ворона (самец), доверенный советчик Большого Сыра и предводитель Ворон Ниндзя. Его характер — противовес импульсивной натуре Сеймура. Его имя читается так же, как и английское слово, обозначающее гериатрию — ветвь медицины, направленная на лечение престарелых. "Karasu" на японском означает собственно "ворона".
- Бэд Бёрд (Bad Bird / Карамару カラ丸): ворона (самец), первый среди армии ниндзя-ворон Большого Сыра и соперник Спиди. Он исполняет большинство планов Сеймура. Бэд Бёрд и его подчинённые следуют древнему архетипу ниндзя-воронов, или Тенгу.
- Вороны Ниндзя (Карасу Ниндзя): личная армия приспешников Большого Сыра и Джерри Атрика, под командованием Бэд Бёрда. В битвах они часто нападают первыми, но обычно сразу же остаются биты.
- Грубый Шум (Ями но Ён Нин Сю): хеви-метал группа из четырёх ворон, которую иногда нанимает Большой Сыр. Это эквивалент Спасательной Команды со стороны злодеев. Грубый Шум состоит из:
  - Плохой Макс (Bad Max), также известный как Кроу Маньон (Crow Magnon / Занкаа ザンカア): лидер группы. Его имя — пародия на Безумного Макса, а псевдоним образован от слова «кроманьонец»[источник не указан 3625 дней].
  - Кэннонболл Бэттэри (Canonball Battery / Бонкаа ボンカア): его имя — пародия на саксофониста по имени Julian Cannonball Adderley. У него высокий голос, который диаметрально противоположен его большому размеру. Также ему свойственно делать странные комментарии, например о том, подходит ли краска для волос для перьев.
  - Моджо Роджо (Mojo Rojo / Рэккаа レッカア)
  - Ронни Гейсмуллер (Ronnie Geissmuller / Воккаа ウォッカア)
  - (Dr. Whoot)

У Грубого Шума также есть способности в духе сэнтай — летая особым образом и выпуская большое облако чёрного дыма, они могут соорудить либо огромного робота, либо гигантское облако убийственной миазмы, делающей атаки, подобные пикирующему бомбардировщику.

### Меха
В каждом эпизоде присутствует Меха, обычно как часть плана злодеев по захвату Малого Токио. Однако у Samurai Pizza Cats тоже есть в запасе своя технология.
- Великий Кототоник: гигантский робот, помогающий Pizza Cats, когда им тяжко. Кототоник вызывается сигналом, посылаемым Мечом Гинзу Спиди. У него две формы: Сфинкс (вне боя) и боевая форма робота. Робот обладает оружием, по теме связанным с рыбой, таким как рыбное копьё и рыбный бластер. Когда Кототоник не используется, он хранится в статуе на Горе Кучи. «Кототоник» — игра слов «кот» и «кататоник» — страдающий кататонией.
- Птицы Гуни: Верховный Кототоник также запускает Птиц Гуни — робо-костюмы в виде птеродактилей, которые превращают Пицца-Котов в Пицца-Котов С Добавкой.

## Перевод
Как и во многих случаях перевода аниме, продукт, полученный на выходе для западного рынка, получился весьма отличным от оригинала. Однако случай с дубляжом сериала Samurai Pizza Cats получился необычным.

После окончания показа аниме Kyatto Ninden Teyandee в Японии компания Saban приобрела у Tatsunoko права на показ сериала в Америке. Однако, взявшись за процесс перевода, Saban обнаружили, что большую часть информации о персонажах, сюжете, и прочих важных вещах им попросту не предоставили. А та скудная информация, что всё-таки была предоставлена, была переведена так коряво, что смысл уловить было невозможно. Работать с таким материалом было чересчур трудно, поэтому Saban нашли оригинальный выход — придумать всю эту информацию самим. Разумеется, таким способом "перевода" было бы трудно создать что-то серьёзное, поэтому было решено превратить сериал в разудалую комедию в духе традиционных американских мультиков. Результатом стал сериал Samurai Pizza Cats. <...> в Samurai Pizza Cats некоторые сцены были удалены как незначительные или неприемлемые для детей.
Во-первых: разница в переводе родилась из необходимости. Когда компания Saban купила права на сериал, переводчиков обеспечили записями оригинального сериала, но не дали абсолютно никакого текста. Тем более, шоу было переполнено эзотерическими отсылками к японской культуре и языку. По этим обстоятельствам продюсер Saban Энди Томас решил написать сценарий заново, исходя из анимации. В результате англоязычная версия стала подобна пародии на оригинал. Такой творческий подход к переводу частично нашёл применение в английских переводах аниме Shin Chan и Lupin III, в случаях, когда объяснить моменты, опирающиеся на японскую культуру или язык, было слишком затруднительно.
Во-вторых, Samurai Pizza Cats можно назвать одним из немногих аниме, локализация которых в действительности увеличила их развлекательную ценность. Креативность новых диалогов и частей сценариев вместе с дурашливой натурой получившегося шоу и тенденцией шуток над самим сериалом (и другими) оказалась популярна среди зрителей. Некоторые сцены были вырезаны из-за жестокости или содержимого, неприемлемого для детей, а некоторые — из-за того, что не вмещались в эфирное время.
Из-за изменений — переписывания сценария, использования другой музыки и шуток на западный лад — многие считают, что Kyatto Ninden Teyandee и Samurai Pizza Cats — два совершенно разных шоу.
Несмотря на все сделанные изменения, стереотипные гомосексуальные повадки Сеймура Сыра остались и в англоязычной версии, в то время как в большинстве локализованных для запада аниме гомосексуальные и трансгендерные персонажи были убраны или затенены цензурой.

Также невозможно не заметить факт, что в отличие от, например, Sailor Moon, который вышел в тяжело локализованном варианте через 4 года, в Samurai Pizza Cats убраны не все японские отсылки. Например, большинство японского текста нарочно оставлено в сериале, часто ради шутки — например, в большинстве случаев некоторые персонажи не могут прочитать японский текст, а то и вовсе называют его «закорючками», а в одном случае кто-то из персонажей даже заявляет: “Тут по-японски. Это японский мультик”.
Всё английское озвучивание за исключением песни в заставке было записано в Канаде.
Чудо-Кот Хоган, указанный в титрах как «Духовный Советчик», — настоящий кот Энди Томаса.

## Песни

### Английская версия
Песня из заставки английской версии отличается от оригинала по природе — слова англоязычной открывающей песни содержат отсылки к американской поп-культуре. Например, «they’ve got more fur than any turtle ever had» («у них больше меха, чем у любой черепахи») намекает на превосходство SPC над подобным ему сериалом «Черепашки-Ниндзя», а слова «they’re stronger than dirt» («они сильнее грязи») основаны на рекламном слогане очистителя Ajax. В песне также есть слова «As soon as someone finds the script, we might begin the show» («Как только кто-нибудь найдёт сценарий, мы сможем начать шоу»), намекающие на отсутствие оригинальных текстов при переводе.
Майкл Эйрингтон, один из сценаристов, пел песню в заставке. По словам Энди Томаса, Эйрингтон немного выпил перед записью, и в результате спел некоторые слова два раза («this cat gets down down with a love hang over»).

### Японская версия
- Рэйна Ядзава — Ottodokkoi Nihonbare (おっとどっこい日本晴れ) (опенинг)
- Рэйна Ядзава — To Be Yourself (эндинг)
- Ами Итабаси — Battle In Flash (внутри эпизодов)
- Ами Итабаси — Teyandee Special Express (внутри эпизодов)

Композиторы опенинга и эндинга — Эцуко Ямакава, Такэси Икэ и Андзю Мана, исполняет песни Рэйна Ядзава.

## Выпуск

### Название
В опенинге слово «Samurai» написано как «Samuri», однако на официальных товарах (например, видеокассетах) слово написано правильно.

### Вещание
Samurai Pizza Cats был показан практически по всему миру, включая Россию. Из 52 эпизодов в некоторых странах из-за цензуры или других причин было показано только 40.

### Эпизоды
Из 54 эпизодов оригинала 52 было переведено. 2 эпизода KNT, которые не вошли в SPC, — это нарезки из разных моментов предыдущих эпизодов, которые практически не влияли на сюжет.

### DVD
Kyatto Ninden Teyandee был выпущен на DVD в Японии в 2012 году, спустя более 20 лет после оригинального показа. Вскоре после этого Discotek Media выпустили Samurai Pizza Cats и Kyatto Ninden Teyandee в Америке.

## Видеоигры

### Kyattou Ninden Teyandee (NES)
В 1991 году по оригинальному сериалу компанией Tecmo была сделана игра Kyattou Ninden Teyandee для Nintendo Entertainment System. Игра была выпущена только в Японии, но пиратские копии под именем Ninja Cat с английским переводом попали за границу. Игра представляет собой классический платформер с движением во всех направлениях, большинство уровней может быть пройдено разными путями, таймер отсутствует. Рассчитана в основном на детскую аудиторию и является несложной для прохождения. В игре показаны все основные и множество второстепенных персонажей сериала. Присутствует большое количество качественных для своего времени кат-сцен. Как и в оригинальном сериале, сюжет игры комичен, пародиен и нарочито нелеп.
В 2011 году командой любителей Magic Team игра была полностью переведена на русский с сохранением большинства оригинальных японских имен персонажей (некоторые названия переведены на русский, например небоскреб Высокосияй).

#### Сюжет
Жизнь в Эдорополе нарушает вторжение гигантского робота-пингвина, коты-ниндзя уничтожают его, но Сырная Голова и его подчиненные намерены продолжать теракты, чтобы он смог стать сёгуном. Различные злодеи вороньего клана пытаются устроить беспорядки в городе: в порту хотят сорвать спуск на воду корабля действующего сёгуна и похищают Омицу как свидетеля, пытаются захватить телевизионную станцию, чтобы вещать только канал Большого Сыра, а вот в похищении принцессы Усако оказываются невиноваты – она сбежала из дворца сама, чтобы побывать на горе. Так или иначе, коты-ниндзя громят злодеев и их роботов (боссов) на каждом уровне. Далее Яттаро подслушивает разговор злодеев о том, что они добывают золото для завершения своего супероружия, и идет за ними в шахту, но все они обнаруживают лишь совершенно ненужную им золотую рыбку.
Постепенно события начинают разворачиваться в пользу злодеев. Сырная Голова заказывает пиццу, а Яттаро, будучи работником пиццерии, ее доставляет, но злодеи его не узнают и обсуждают при нем план по получению суперэнергии. Несмотря на вмешательство котов, это первый план, который злодеям удается, они успешно получают груз с корабля из Олендии. Сукаси ведет Омицу в сомнительный парк развлечений Бриллиантовый лабиринт, но она там теряется, как это происходило уже со многими, приходится ее искать. Лабиринт оказывается ловушкой для получения бесплатной рабочей силы – похищенные работают над супероружием под началом злого ученого, доктора Парпла. Инуяма наконец обнаруживает расположение супероружия и посылает котов на мыс, но они прибывают поздно – оружие уже готово, это оказывается летающий механический замок. Он неиллюзорно убивает котов главным калибром и летит захватывать город. Однако фамильный меч Яттаро воскрешает команду. Коты проникают в замок и побеждают там самурая-пугало, Красного Дуракона и цыплячий костюм доктора Парпла, а затем и предводителя ворон Карамару. В замке происходит взрыв, он падает с неба. Персонажи в городе переживают, живы ли коты-ниндзя, но они эвакуируются в своих летающих киберкостюмах. Потрепанные злодеи также выживают.

### Карманная игра
Также была выпущена карманная игра, похожая на Game and Watch.

## Товары

### Игрушки
В Японии и Европе были выпущены игрушки разных видов:
- Фигурки Samurai Pizza Cats и спасательной Команды.
- Большие и малые резиновые игрушки.
- Наборы декораций для меньших игрушек, включая Великого Кототоника и пиццерию.

### Манга
Помимо двух официальных томов, некоторое количество додзинси также было сделано в девяностые годы.

### Другое
Другие официальные товары:
- Подкладки под бумагу
- Карточная игра
- Телефонные карты
- Фигурки типа «garage kit».
- Маски для лиц Спиди, Гуидо и Полли.
- Пазлы